# Scopula fibulata
Scopula fibulata är en fjärilsart som beskrevs av Achille Guenée 1858. Scopula fibulata ingår i släktet Scopula och familjen mätare. Inga underarter finns listade.